# 卡伊區
卡伊区（法語：Région de Kayes）是马里西部的一个大区。首府卡伊。
本區面積120,760平方公里。下分7縣。與全國其他地區不同，本區屬塞內加爾河流域，而非尼日爾河。

## 地理
卡伊地区北部与毛里塔尼亚接壤，西部与塞内加尔接壤，南部与几内亚接壤，东部与库利科罗地区接壤。
2009年，该地区人口为1,996,812人。该地区的民族包括索宁克人、卡松凯人、曼丁戈人、亚伦卡人和富拉尼人。
巴卢埃河、巴芬河和巴科伊河穿过该地区，它们在巴富拉贝汇合形成塞内加尔河。卡伊区还有费卢瀑布、古伊纳瀑布、塔拉里峡谷、马吉湖和多罗湖。
在几内亚边境，气候相当潮湿，但北部有苏丹草原和萨赫勒。

## 历史
卡伊区是19世纪初建立的卡索王国的摇篮。
在1855年，塞内加尔总督路易斯·费德尔贝在这里围攻麦地那堡。1892年，卡伊成为法属苏丹的首都。
达喀尔-尼日尔铁路于1904年落成，使卡伊成为城市的十字路口。铁路在当时是必不可少的，在居民的生活中占有重要地位，正如乌斯曼·塞姆班的小说《上帝的木头碎片》中所描述的那样。
1. ↑   (PDF), République de Mali: Institut National de la Statistique, （原始内容 (PDF)存档于2012-07-27） （法语）.
2. ↑  . hdi.globaldatalab.org.   [2018-09-13]. （原始内容存档于2018-09-23） （英语）.